# Shangwuzhuang (köpinghuvudort i Kina, Qinghai Sheng, lat 36,85, long 101,42)
Shangwuzhuang (kinesiska: 上五庄, 上五庄镇) är en köpinghuvudort i Kina. Den ligger i provinsen Qinghai, i den nordvästra delen av landet, omkring 39 kilometer nordväst om provinshuvudstaden Xining. Antalet invånare är 27 669. Befolkningen består av 13 442 kvinnor och 14 227 män. Barn under 15 år utgör 25,0 %, vuxna 15-64 år 68 %, och äldre över 65 år 5,0 %.
Runt Shangwuzhuang är det ganska tätbefolkat, med 139 invånare per kvadratkilometer. Närmaste större samhälle är Lanlongkou, 10,5 km sydost om Shangwuzhuang. Trakten runt Shangwuzhuang består i huvudsak av gräsmarker.
Genomsnittlig årsnederbörd är 470 millimeter. Den regnigaste månaden är juli, med i genomsnitt 130 mm nederbörd, och den torraste är januari, med 2 mm nederbörd.